# Лагман (провинция)
Лагма́н (пушту ‎и дари لغمان — Laġmān) — одна из тридцати четырёх провинций (вилаятов) Афганистана. Расположен в восточной части Афганистана, административный центр — город Мехтарлам. Территория — 3843 км², население составляет 403 500 чел. (2009).

## История
Во время вторжений Александра Великого область была известна как Лампака. В седьмом столетии известный китайский путешественник Сюаньцзан посетил область и сообщил, что «очень немногие» из жителей исповедовали буддизм, много было индуистов.
После введения ислама провинция вошла в состав Газневидского государства, правитель которого разбил наголову индийскую армию.
Экспонируемые в Кабульском музее обнаруженные в Лагмане надписи на арамейском языке указывают на то, что через территорию области проходил древний торговый маршрут от Индии до Пальмиры.

## Административное деление

Районы провинции Лагман.

Провинция Лагман делится на 5 районов:
- Алингар
- Алишинг
- Баад-Пух
- Давлат-Шах
- Каргайи
- Михтарлам